# 8.ª Flota (Japón)
La 8.ª Flota (第八艦隊, Dai-hachi Kantai) fue una flota de la Armada Imperial Japonesa creada durante la Segunda Guerra Mundial.

## Historia

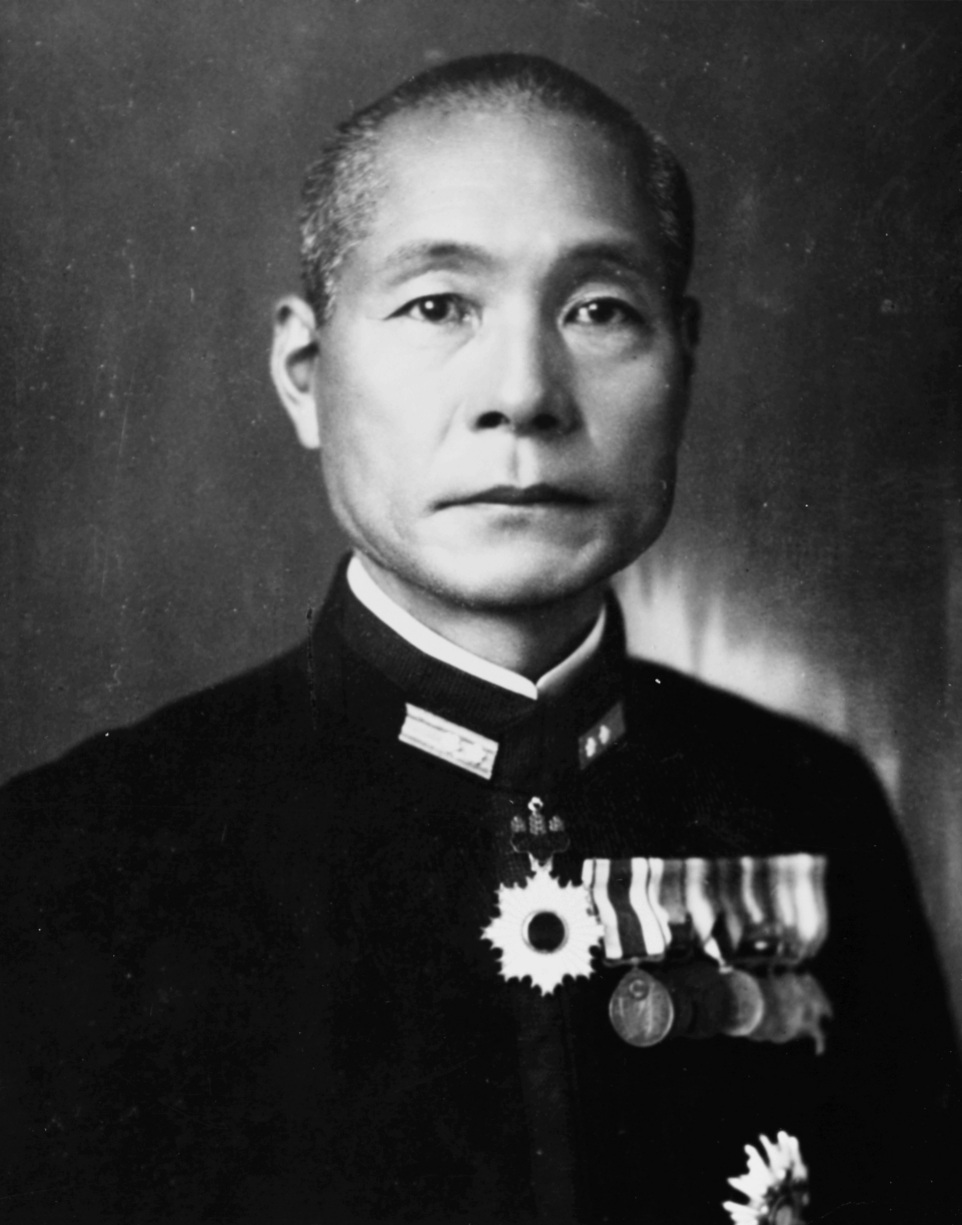
El vicealmirante Gun'ichi Mikawa fue el primer comandante de la 8.ª Flota y la dirigió durante la campaña de Guadalcanal.

La 8.ª Flota se creó el 14 de julio de 1942 y recibió el nombre operativo de Fuerza Naval del Pacífico Sur, que reflejaba su misión de proteger las conquistas en el Pacífico Sur. En este sentido, reemplazó esencialmente a la 4.ª Flota, a la que luego se le otorgó el nombre operativo de Fuerza Naval del Pacífico Sur, y se encargó principalmente de defender el Mandato. El vicealmirante Gun'ichi Mikawa fue designado como el primer comandante de la 8.ª Flota.
Inicialmente, la 8.ª Flota incluía el crucero pesado de clase Takao Chōkai como su buque insignia, la 6.ª División de Cruceros con todas las clases Furutaka y Aoba, además de cuatro cruceros pesados más antiguos y algo más pequeños (el Aoba, el Kinugasa, el Kako y el Furutaka), la 18.ª División de Cruceros con tres antiguos cruceros ligeros (el Tenryū, el Tatsuta y el Yūbari), ocho antiguos destructores y la 7.ª Escuadra de Submarinos con cinco submarinos. Además, el portahidroaviones Kiyokawa Maru y el 2.º Grupo Aéreo se asignaron inicialmente a la 8.ª Flota, aunque este último pronto se transfirió a la 25.ª Flotilla Aérea de la 11.ª Flota Aérea en agosto de 1942.
El 25 de julio, el vicealmirante Mikawa dirigió la flota a Truk en las Islas Carolinas. Desde allí se trasladó a Rabaul, en Nueva Bretaña, y llegó el 30 de julio, donde estableció su cuartel general. Envió la 6.ª División de Cruceros bajo el mando del contralmirante Aritomo Gotō a Kavieng, en Nueva Irlanda, para sacarlos del alcance de los aviones aliados. Cuando la noticia de los desembarcos aliados en Guadalcanal y Tulagi llegó al cuartel general de la 8.ª Flota el 7 de agosto, Mikawa decidió rápidamente realizar un contraataque nocturno con sus fuerzas navales disponibles, a pesar de la presencia de portaaviones estadounidenses. Ordenó a la 6.ª División de Cruceros que abandonara Kavieng para encontrarse con su buque insignia Chōkai. Inicialmente, Mikawa no quería llevarse los dos cruceros ligeros disponibles de 18.ª División (el Tenryū y el Yūbari), ya que los consideraba un lastre debido a su antigüedad y falta de entrenamiento de la tripulación. Sin embargo, un obstinado oficial de personal de la 18.ª División logró convencer a Mikawa de que los llevara. Solo un destructor (el Yūnagi) estaba disponible en ese momento para escoltar a la fuerza de ataque. Después de ensamblar los buques de guerra, Mikawa navegó hacia Guadalcanal. Además, envió cuatro submarinos de la 7.ª División por delante de su fuerza de ataque de superficie.
En la subsiguiente batalla de la isla de Savo, en la madrugada del 9 de agosto, la 8.ª Flota del almirante Mikawa derrotó a la Fuerza Operativa 62.2 aliada y numéricamente superior, compuesta principalmente por buques de la Armada de los Estados Unidos, pero con un componente sustancial de la Armada Real Australiana, todo bajo el mando del contraalmirante británico Victor Crutchley. La fuerza de ataque de la 8.ª Flota hundió cuatro cruceros pesados aliados y, además, dañó un crucero pesado más y dos destructores, a cambio de un daño menor relativo a dos cruceros pesados y un destructor. Sin embargo, no pudieron seguir adelante y destruir los transportes estadounidenses ligeramente protegidos que estaban en proceso de aterrizar suministros críticos para las tropas aliadas en tierra. Mientras la 6.ª División de Cruceros regresaba a Kavieng el 10 de agosto, el crucero pesado Kako fue torpedeado y hundido por el submarino estadounidense S-44.

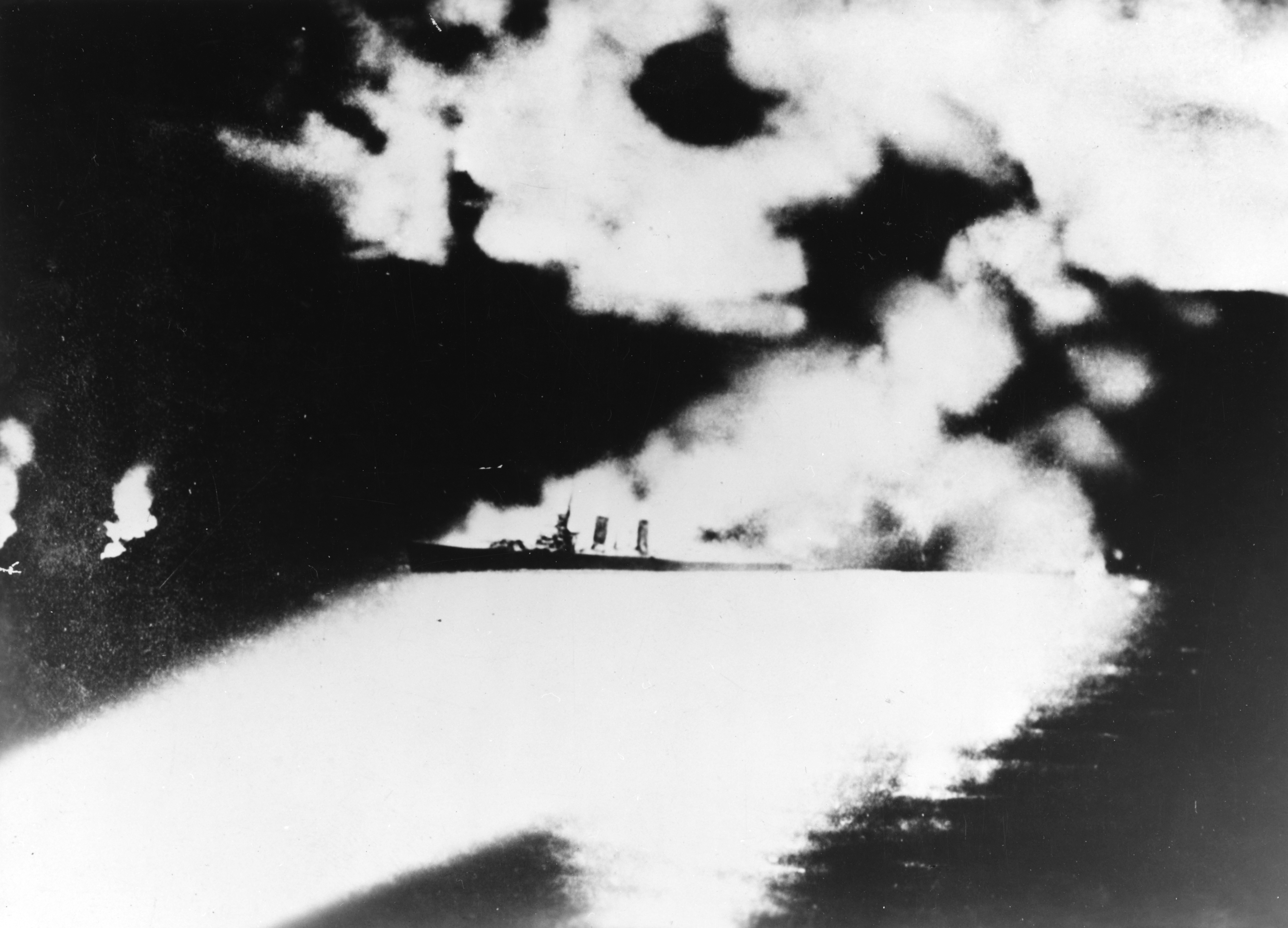
Los buques de guerra de la 8.ª Flota dirigidos por el vicealmirante Mikawa asestaron una gran derrota a las fuerzas navales aliadas en la batalla de la isla de Savo el 9 de agosto de 1942 al hundir cuatro cruceros pesados.

Durante la campaña de Guadalcanal, la 8.ª Flota se encargó de llevar refuerzos y suministros a la isla. Para este propósito se formó la Unidad de Refuerzo, que se centró en la 2.ª Escuadra de Destructores dirigido por el contraalmirante Raizō Tanaka. El 31 de agosto, Tanaka fue reemplazado temporalmente en este cargo por el contraalmirante Shintarō Hashimoto y su 3.ª Escuadra de Destructores. El 28 de agosto de 1942, la 8.ª Flota también creó la Fuerza Aérea del Área R, que operaba exclusivamente hidroaviones para compensar la falta de bases terrestres en el área de las Islas Salomón. La misión principal de la unidad era proteger los convoyes de reabastecimiento que se dirigían a Guadalcanal y realizar reconocimientos aéreos.

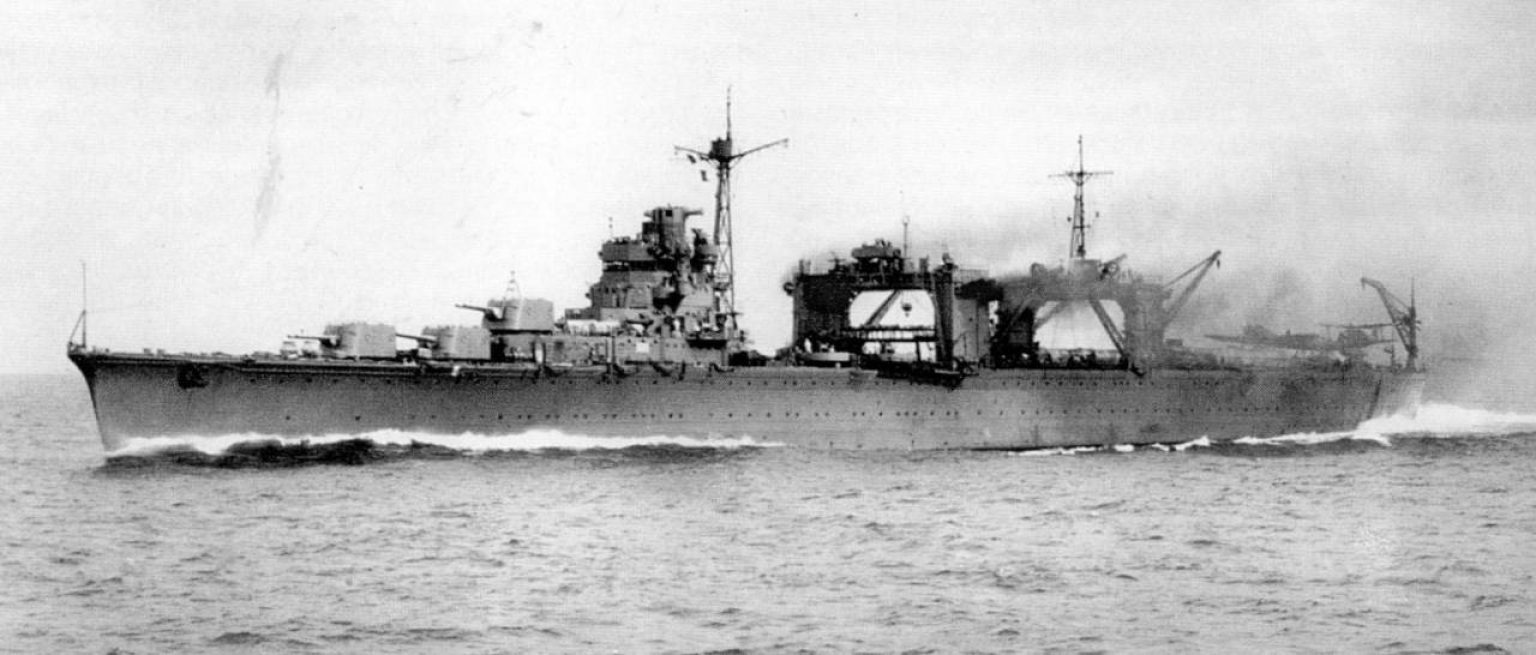
El portahidroaviones Nisshin fue utilizado por la Unidad de Refuerzo de la 8.ª Flota como transporte de alta velocidad para reabastecer a Guadalcanal en octubre de 1942.

Dado que las operaciones regulares de reabastecimiento de los destructores solo no podían entregar equipo pesado (como artillería) al Ejército Imperial Japonés en Guadalcanal, la Unidad de Refuerzo de la 8.ª Flota comenzó a utilizar portahidroaviones Chitose y Nisshin como transportes de alta velocidad. Para cubrir la descarga de suministros por parte del convoy el 11 de octubre, la 8.ª Flota asignó a la 6.ª División de Cruceros con los cruceros pesados Aoba, Kinugasa y Furutaka y dos destructores al mando del contralmirante Gotō para bombardear la posición aliada en Guadalcanal. En la noche del 11 al 12 de octubre fueron emboscados por dos cruceros pesados, dos cruceros ligeros y cinco destructores al mando del contraalmirante Norman Scott, lo que resultó en la batalla del cabo Esperanza. La batalla representó la pérdida del Furutaka y un destructor japonés, a cambio de la pérdida de un destructor estadounidense. Además, el contraalmirante Gotō también resultó herido de muerte en la batalla. Sin embargo, el convoy logró descargar con éxito los suministros y equipos en Guadalcanal. Dos de sus destructores, mientras se retiraban de Guadalcanal, fueron hundidos por ataques aéreos al día siguiente. Nisshin realizó otra importante operación de reabastecimiento en la noche del 14 al 15 de octubre, mientras que el vicealmirante Mikawa con el Chōkai y el Kinugasa bombardearon la posición aliada en Guadalcanal para cubrir el proceso de descarga de carga.
La 8.ª Flota también participó en la batalla naval de Guadalcanal, donde el vicealmirante Mikawa dirigió una fuerza naval compuesta por los cruceros pesados Chōkai, Kinugasa, Maya, Suzuya, los cruceros ligeros Isuzu y Tenryū y cuatro destructores. En la madrugada del 14 de noviembre, el Maya y el Suzuya se destacaron bajo el mando del contraalmirante Shōji Nishimura para realizar un bombardeo de la posición aliada en Guadalcanal, antes de reunirse con Mikawa y el resto de la fuerza después del amanecer al sur de Nueva Georgia. Después de eso, fueron atacados repetidamente por aviones aliados a lo largo de la mañana, que hundieron el Kinugasa y dañaron al Chōkai, al Maya y al Isuzu.

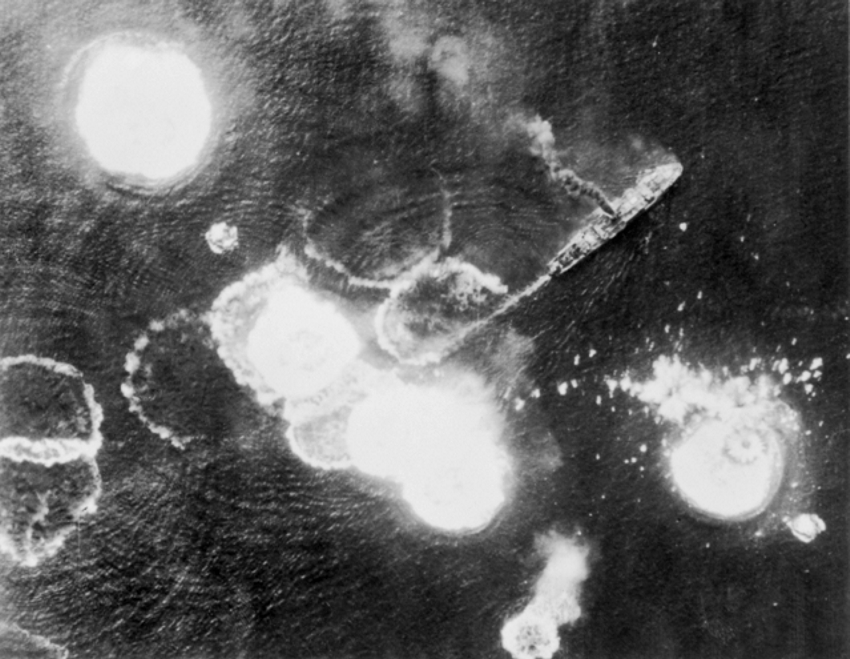
La 8.ª Flota sufrió un gran golpe por parte del poder aéreo aliado en la batalla del mar de Bismarck en marzo de 1943.

El 24 de diciembre de 1942, la 8.ª Flota quedó bajo la autoridad de la Flota del Área Sudeste. Posteriormente, la 8.ª Flota desempeñó un papel importante en la Operación KE, la retirada exitosa de las fuerzas del ejército de Guadalcanal durante la primera semana de febrero de 1943. Entre el 2 y el 4 de marzo, ocho destructores de la 8.ª Flota al mando del contralmirante Masatomi Kimura escoltaron un importante convoy de refuerzo desde Rabaul a Lae, en Nueva Guinea. En la batalla del Mar de Bismarck que siguió, los japoneses sufrieron una gran derrota cuando los aviones aliados hundieron cuatro destructores y los ocho transportes. Poco después de esta debacle, el vicealmirante Mikawa fue relevado del mando de la 8.ª Flota y reemplazado por el vicealmirante Tomoshige Samejima.
Más adelante en la guerra, el personal del cuartel general de la 8.ª Flota fue aislado en la isla de Bougainville con los restos de las fuerzas del Ejército Imperial Japonés.

## Comandantes de la 8.ª Flota

### Comandante en Jefe
| Rango         | Nombre                   | Fecha                                        |
| ------------- | ------------------------ | -------------------------------------------- |
| Vicealmirante | Gunichi Mikawa           | 14 de julio de 1942 - 1 de abril de 1943     |
| Vicealmirante | Baron Tomoshige Samejima | 1 de abril de 1943 - 3 de septiembre de 1945 |

### Jefe de Estado Mayor
| Rango           | Nombre           | Fecha                                        |
| --------------- | ---------------- | -------------------------------------------- |
| Vicealmirante   | Shinzo Onishi    | 14 de julio de 1942 - 1 de abril de 1943     |
| Contraalmirante | Teijiro Yamazumi | 1 de abril de 1943 - 3 de septiembre de 1945 |